# Kompassen (affärshus)
Kompassen var ett affärshus i korsningen mellan Fredsgatan och Kungsgatan i centrala Göteborg. Det lades ner under 2015 av fastighetsägaren Vasakronan då fastigheterna genomgick en större renovering och införlivades med Fredsgatan.
Planeringen för ett affärshus kom igång 1961, och 1966 fick husen en ny ägare med namnet Fastighets AB Betongblandaren. År 1971 påbörjades rivningarna, och den 13 september 1973 invigdes varuhuset, med en byggnad på varje sida av Fredsgatan, som förbands med gångbroar samt en direktförbindelse till det uppförda parkeringshuset. I de fyra våningarna fanns det från början 38 butiker, en frisersalong och två matställen. Kompassen över- och ombyggdes helt 1990, och igen 2003.
Arkitekt för nybyggnaden var Contekton Arkitekter, och för ombyggnader Liljewall arkitekter. Affärshuset i Kvarteret 8 Klensmeden, uppfördes för Byggnads AB Klensmeden, och omfattar Kyrkogatan 35-43, Östra Larmgatan 9-13 samt Kungsgatan 58-62.